# Reich Károly
Reich Károly (Balatonszemes, 1922. augusztus 8. – Budapest, 1988. január 7.) Kossuth-díjas magyar grafikusművész.

## Élete, munkássága
Édesapja Reich Károly uradalmi bognár, édesanyja Jelinek Rozália. Főiskolai tanulmányokat Budapesten folytatott az Iparművészeti, majd a Képzőművészeti Főiskolán. Kiváló mesterei voltak, Haranghy Jenő, Hincz Gyula, Konecsni György. Grafikusi pályafutását plakáttervezőként kezdte, majd illusztrátorként folytatta.
Művei megtalálhatók a Déri Múzeumban, Debrecenben, a Magyar Nemzeti Galériában és a Petőfi Irodalmi Múzeumban. Gyermekek számára készített pannói a gyermekek számára fenntartott intézményeket díszítik. (Gyermekváros, Fót; óvoda, Zalaegerszeg; óvoda, Rákospalota; Gyermekklinika, II. sz., Budapest; Gyermekkórház, Miskolc.)
Reich Károly szülőföldjén, a Balatonnál tanulta megismerni a természetet, ami alkotásainak ihletője lett. Ihletője volt még a görög mitológia, annak derűje és klasszikus nyugalma.  Különösen könyvillusztrációi emlékezetesek; rengeteg gyermekkönyvet is illusztrált, sokat dolgozott a Móra Ferenc Könyvkiadónak. Mintegy 500 könyvet illusztrált nagy átélő képességgel és tiszta vonalrajzzal.
A szakirodalomban leggyakrabban emlegetett illusztrált kötetei közt szerepel pl. Énekek éneke, Homéroszi háború, Petőfi Sándor, Pastorale. Az is egy külön „műfaj”, amikor a nagy illusztrátor grafikáit mintegy illusztrálják költőink versei, pl. Hajsza : Reich Károly rajzai : Juhász Ferenc, Kormos István és Nagy László verseivel c. kötet. Az 1980-as években bronzkisplasztikákat is készített.

## A nyomtatott szép magyar könyvek versenyén díjnyertes könyveiből[6]

### Gyermek- és ifjúsági művek
- A Pál utcai fiúk / Molnár Ferenc; ill. Reich Károly, 20. kiad. Budapest, Móra Kiadó, 1964, 168 p., 10 t.
- Kincskereső kisködmön : [ifjúsági regény] / Móra Ferenc; [bev. Lengyel Dénes]; [ill. Reich Károly] Budapest, Móra Kiadó, 1968, 175 p.
- Mese Vackorról, egy pisze kölyökmackóról / Kormos István; [ill.] Reich Károly. Bratislava : Tatran–Budapest, Móra Kiadó, 1968, 91 p. ;
- A szitakötők szigetén / Bálint Ágnes; [ill.] Reich Károly. Budapest, Móra Kiadó, 1969
- A lóvátett sárkány /Kolozsvári Grandpierre Emil; ill. Reich Károly. 3. kiad.[7] Budapest, Magvető Könyvkiadó, 1983.

### Kortárs magyar kiadványok Reich által illusztrált köteteiből
- Szülőföldünk : olvasókönyv a külföldön élő magyar gyermekek számára / [írta és összeáll. Hegedüs Géza] ; [szerk. Kis Jenő] ; ill. Reich Károly. Budapest : Tankönyvkiadó, 1966.
- Várnai Zseni: Ének az anyáról. Ill. Reich Károly. Budapest, Szépirodalmi Könyvkiadó, 1968.
- Zelk Zoltán: Kiskedden. Ill. Reich Károly. Budapest, Minerva (Közgazdasági és Jogi Kiadó), 1968.
- Razgrom (magyar) Tizenkilencen : [regény] / Alekszandr Fagyejev ; ford. Madarász Emil ; ill. Reich Károly. 10. kiad. Budapest, Európa, 1974. (Ser. Századunk mesterei.)
- Reich Károly: Hazafelé. Budapest, Képzőművészeti Kiadó, 1982. 48 t.

## Kiállításai (válogatás)

### Egyéni kiállítások
- Dürer Terem, Budapest (1964)
- Hajdúszoboszló • Miskolc (1971)
- Műcsarnok, Budapest (kat.[8]); Berlin (1972)
- Helikon Galéria, Budapest (1973)
- Visegrád (1974)
- Szófia (1975)
- Szekszárd (1976)
- Csók Galéria, Budapest (kat.); Somogyi Képtár, Kaposvár; Megyei Könyvtár, Békéscsaba; Művelődési Ház, Ajka (Kass Jánossal); (1977)
- Műcsarnok (Somogyi Józseffel) (kat.); Kápolna, Balatonboglár (Somogyi Józseffel); Miskolc (1978)
- Vigadó Galéria, Budapest (gyűjteményes kiállítás) (1981)
- Bolgár Kultúra Háza (1982)
- Erzsébetvárosi Kisgaléria (1983)
- Művelődési Központ, Veszprém (1984)
- Miskolc (1986)
- Hamburg; Sopron; Békéscsaba (kat.) (1987)
- Budapest Galéria, Budapest (1989)
- Csontváry Galéria, Budapest; Csorna; Művészetek Háza, Szekszárd (kat.) (1993)
- Kossuth Klub, Budapest (1995)
- Déri Múzeum, Debrecen (2000)
- Emlékkiállítás (Erdős Renée Ház) (2007)
- Meseillusztrációk és más grafikái, Forrás Galéria (2008)[9]

### Csoportos kiállítások
- 3–10. Magyar Képzőművészeti kiállítás, Műcsarnok, Budapest (1952–1965)
- 1–13. Országos grafikai biennálé, Miskolc (1961–1985)
- Magyar Plakáttörténeti Kiállítás : 1885–1960, Műcsarnok, Budapest (1960)
- 9 festő és grafikus kiállítása, Műcsarnok, Budapest; 9. Esp. Internationale di bianco e nero, Lugano (CH) (1966)
- Ungarische Kunst, Museum Folkwang, Essen (1968)
- Barátaink, Bolgár Kulturális Központ, Budapest (1971)
- Magyar grafika, Magyar Nemzeti Galéria, Budapest; Rajzok, Miskolci Galéria, Miskolc; Orizont Csohány Kálmánnal, Somogyi Józseffel, Bukarest (1978)
- BIB '81, Pozsony (1981)
- Három generáció mestergrafikusai, Koller Galéria, 2009

## Díjai, kitüntetései

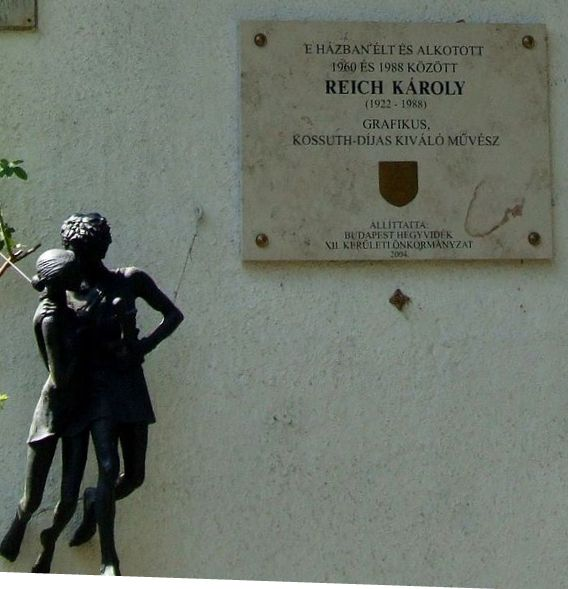
Emléktáblája: XII. kerület Tusnádi utca 37

- Munkácsy Mihály-díj (1954: III. fokozat, 1955: II. fokozat)
- Kossuth-díj (1963)
- Érdemes művész (1972)
- Kiváló művész (1975)
- SZOT-díj (1979)